# IJzebrand Rijzebol
IJzebrand Jan Rijzebol ('t Zandt, 23 mei 1948) is een Nederlands akkerbouwer, pluimveehouder, politicus en bestuurder. Hij is lid van het CDA.

## Biografie
Rijzebol ging naar de mulo in Uithuizermeeden en naar de middelbare landbouwschool in Groningen. Van 1970 tot 1998 was hij zelfstandig ondernemer in de akkerbouw. Sinds 1998 is hij een vennoot binnen de maatschap IJ.J. Rijzebol, A.M. Rijzebol-de Vries en K.P. Rijzebol, een akkerbouw- en pluimveehouderij in Kolhol, ten oosten van Zijldijk. Rijzebol was zowel regionaal als landelijk bestuurlijk actief binnen de CDA-Bestuurdersvereniging en binnen LTO Noord en LTO Nederland. Tevens was hij actief als commissaris in de agrarische sector bij Maat Adviseurs in Ede en bij Agrico in Emmeloord.
Rijzebol was van 1995 tot 2003 achtereenvolgens gemeenteraadslid, fractievoorzitter en wethouder en weer gemeenteraadslid en fractievoorzitter van Loppersum. In de raad was hij lid van de raadscommissies Georganiseerd Overleg en Algemene wet bestuursrecht. Als wethouder had hij in zijn portefeuille Volkshuisvesting, Ruimtelijke Ordening en Milieu, Afval en Riolering, Verkeer en Vervoer, Welzijn en Zorgindicatie, Jeugdbeleid, Monumentenzorg en Kust en Cultuur. Rijzebol was van 2003 tot 2012 Statenlid van Groningen. In de Staten was hij lid van de Statencommissies Omgevingsbeleid en Wonen, Grote Projecten en Mobiliteit en Energie en voorzitter van de Statencommissie Economie en Mobiliteit. Namens de Staten was hij lid van het Algemeen Bestuur van Groningen Seaports.   
Rijzebol was van 2012 tot 2020 wethouder van Delfzijl, als opvolger van Mahmut Kaptan. In zijn portefeuille had hij Ruimtelijke Ordening en Milieu, Wonen, Energie, Verkeer en Vervoer, Vergunningverlening en Wadden en was hij actief in de Stuurgroep Vitale Kust, Projecten Centrum Delfzijl, Stuurgroep Omgevingsdienst Groningen, Dorpen en Regionale Energie Strategie (RES). Hij was de 4e locoburgemeester. Rijzebol werd in februari 2020 voorgedragen als gedeputeerde van Groningen als opvolger van Patrick Brouns. Op 11 maart 2020 is hij geïnstalleerd. In zijn portefeuille had hij Economische zaken, Financiën, Toezicht gemeentefinanciën en Gebied Centraal-Groningen (gemeente Groningen). Op 5 juli 2023 is hij gestopt als gedeputeerde.
Rijzebol is gehuwd en heeft drie kinderen. 